# Malin Baryard-Johnsson

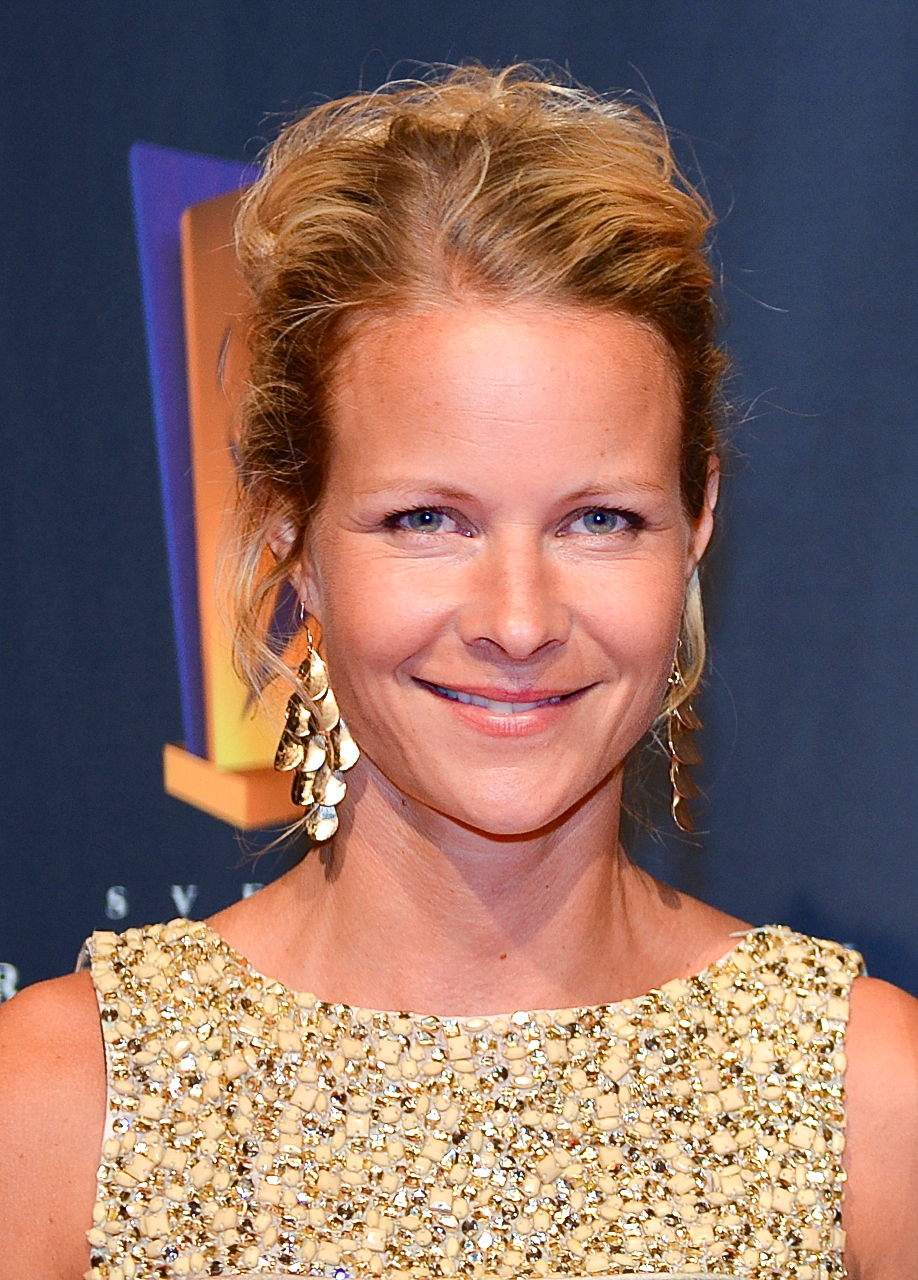
Malin Baryard-Johnsson bei der Schwedischen Sportgala 2014

Malin Baryard-Johnsson (* 10. April 1975 in Söderköping, als Malin Birgitta Barijard) ist eine schwedische Springreiterin. Sie gewann bei den Olympischen Sommerspielen 2020 eine Goldmedaille im Mannschaftswettbewerb im Springreiten.

## Werdegang

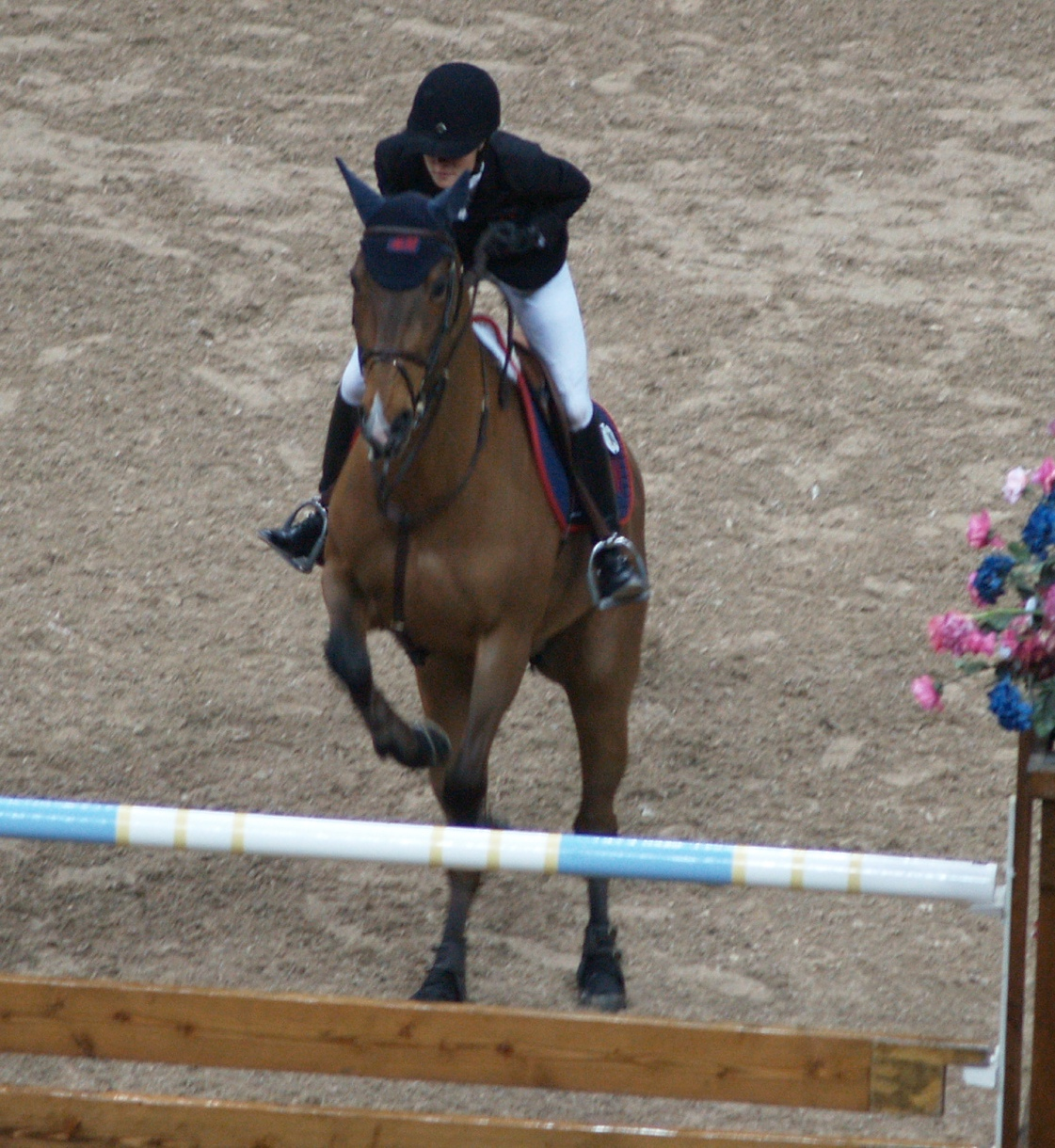
Malin Baryard-Johnsson mit Butterfly Flip beim Weltcupfinale 2007 in Las Vegas

Sechsjährig begann sie zu reiten. Im Alter von 14 Jahren wurde sie schwedische Meisterin.
Mit der schwedischen Mannschaft gewann sie Silber bei der Europameisterschaft 2001 in Arnheim sowie den Weltreiterspielen 2002 in Jerez de la Frontera und den Olympischen Spielen 2004 in Athen. Im Oktober 2004 siegte sie, im 5. Monat schwanger, beim Turnier in Hannover und belegte einen Monat darauf in Stockholm Platz zwei.
Sie war im Jahr 2007 in einigen 5-Sterne-Grands Prix vorne platziert (2. in São Paulo, 4. in Genf und Rotterdam). Außerdem war sie 3. im Weltcupspringen von London und gewann den Großen Preis beim Weltcupspringen in Bordeaux.
Aufgrund einer Verletzung ihres Pferdes Tornesch verzichtete sie auf die Teilnahme an den Olympischen Spielen 2012 in London.

## Privates / Sonstiges
Malin Baryard-Johnsson ist seit 2004 mit dem Fernsehmoderator Henrik Johnsson verheiratet. Am 25. Februar 2005 brachte sie ihren ersten Sohn zur Welt, 2009 folgte ein weiterer Sohn. Im Jahr 2004 veröffentlichte sie mit der schwedischen Musikgruppe Spånka NKPG den Song Do You Wanna Ride?. Seit 1996 wird sie von H&M gesponsert, für die sie seitdem auch modelt.

## Pferde
aktuelle:
- Amara van de Nachtegaal Z (* 2017), braune Zangersheider Stute, Vater: Aganix du Seigneur, Muttervater: L'Esprit
- Ching Shih (* 2016), schwarzbraune SWB-Stute, Vater: Crunch 3, Muttervater; Irco Mena 763
- Ccstud's Liisolde (* 2016), SWB-Fuchsstute, Vater: Ccstud's Fidelity, Muttervater: C-Indoctro I
- Hennessy 127 (* 2013), Westfale Fuchswallach, Vater: Hogwart, Muttervater: Piano II
- Harley Davidson (* 2011), brauner SWB-Hengst, Vater: Hip Hop, Muttervater: Calypso III
- H&M Indiana (* 2008), braune BWP-Stute, Vater: Kashmir van Schuttershof, Muttervater:  Animo's Hallo

ehemalige Turnierpferde:
- H&M Butterfly Flip (* 1991; † 2021), braune SWB-Stute, Vater: Robin I Z, Muttervater: Moderne xx, seit 2000 zusammen im Sport, 2008 in den Ruhestand gegangen
- H&M Corrmint (* 1985; † 2015), brauner SWB-Wallach, Vater: Cortez, Muttervater: Utrillo
- H&M Actrice W (* 1999), Westfale braune Stute, Vater; Ard Vivendi, Muttervater: Nobelpreis, seit 2008 unter ihr, zuletzt im Januar 2013 im Sport eingesetzt
- H&M Tornesch  (* 2000; † 2024), brauner KWPN-Hengst, Vater: Lux, Muttervater: Libero H, seit 2008 unter ihr, 2015 aus dem großen Sport verabschiedet
- Reveur de Hurtebise HDC (* 2001; † 2025), SBS-Fuchswallach, Vater: Kashmir van Schuttershof, Muttervater: Capricieux des Six Censes, bis März 2012 von ihr geritten, danach von Kevin Staut geritten[2]
- Baltimore 1178 (* 2004), Oldenburger Rapphengst, Vater: Balou du Rouet, Muttervater: Landor S, zuletzt im September 2019 von Antonia Andersson im internationalen Sport eingesetzt

## Erfolge

### Championate und Weltcup
- Olympische Spiele
  - 1996, Atlanta: 10. Platz mit der Mannschaft und 49. Platz im Einzel (Corrmint)
  - 2000, Sydney: 7. Platz mit der Mannschaft und 20. Platz im Einzel (Butterfly Flip)
  - 2004, Athen: 2. Platz mit der Mannschaft und 28. Platz im Einzel (Butterfly Flip)
- Weltreiterspiele
  - 1998, Rom: 12. Platz mit der Mannschaft und 66. Platz im Einzel (Corrmint)
  - 2002, Jerez de la Frontera: 2. Platz mit der Mannschaft und 12. Platz im Einzel (Butterfly Flip)
  - 2002, Aachen: 12. Platz mit der Mannschaft und 107. Platz im Einzel (Butterfly Flip)
  - 2010, Lexington: 6. Platz mit der Mannschaft und 27. Platz im Einzel (Actrice W)
- Europameisterschaften
  - 1994, Athen: 2. Platz mit der Mannschaft und 11. Platz im Einzel (Corrmint), Junge Reiter
  - 1995, Babenhausen: 2. Platz mit der Mannschaft und 11. Platz im Einzel (Corrmint), Junge Reiter
  - 1997, Mannheim: 10. Platz mit der Mannschaft und 21. Platz im Einzel (Corrmint)
  - 2001, Arnhem: 2. Platz mit der Mannschaft und 8. Platz im Einzel (Butterfly Flip)
  - 2003, Donaueschingen: 7. Platz mit der Mannschaft und 5. Platz im Einzel (Butterfly Flip)
  - 2011, Madrid: 5. Platz mit der Mannschaft und 22. Platz im Einzel (Tornesch)
- Weltcupfinale
  - 2002, Leipzig: 7. Platz (Butterfly Flip)
  - 2003, Las Vegas: 3. Platz (Butterfly Flip)
  - 2004, Mailand: 6. Platz (Butterfly Flip)
  - 2007, Las Vegas: 10. Platz (Butterfly Flip)
  - 2008, Göteborg: 27. Platz mit (Butterfly Flip)
  - 2011, Leipzig: 11. Platz mit (Tornesch)

### Weitere Erfolge (Auswahl)
- 2003: 1. Platz im Großen Preis von Stuttgart (Butterfly Flip)
- 2004: 1. Platz im Weltcupspringen von Göteborg
- 2006: 1. Platz im German Master (Butterfly Flip)